# HD 47536
HD 47536 è una stella gigante arancione di magnitudine 5,26 situata nella costellazione del Cane Maggiore. Dista 396 anni luce dal sistema solare. Nel 2003 e nel 2007 sono stati scoperti due pianeti extrasolari orbitanti attorno ad essa, con masse almeno 5-7 volte quella di Giove.

## Osservazione
Si tratta di una stella situata nell'emisfero celeste australe. La sua posizione moderatamente australe fa sì che questa stella sia osservabile specialmente dall'emisfero sud, in cui si mostra alta nel cielo nella fascia temperata; dall'emisfero boreale la sua osservazione risulta invece più penalizzata, specialmente al di fuori della sua fascia tropicale. La sua magnitudine pari a 5,3 fa sì che possa essere scorta solo con un cielo sufficientemente libero dagli effetti dell'inquinamento luminoso.
Il periodo migliore per la sua osservazione nel cielo serale ricade nei mesi compresi fra dicembre e maggio; nell'emisfero sud è visibile anche all'inizio dell'inverno, grazie alla declinazione australe della stella, mentre nell'emisfero nord può essere osservata limitatamente durante i mesi della tarda estate boreale.

## Caratteristiche fisiche
La stella è una gigante gigante arancione; possiede una magnitudine assoluta di -0,16 e la sua velocità radiale positiva indica che la stella si sta allontanando dal sistema solare. Si tratta di una stella piuttosto vecchia, con massa simile al Sole, che all'età di oltre 9 miliardi di anni avrà anch'esso iniziato la tappa finale della sua vita, entrando nello stadio di gigante rossa dopo aver terminato l'idrogeno interno da convertire in elio.

## Sistema planetario
I pianeti, due supergioviani con masse rispettivamente di 5 e 7 volte quella di Giove, sono stati scoperti con il metodo della velocità radiale in due differenti studi: nel 2003 è stato scoperto il pianeta più interno (b) e nel 2007 è stato scoperto c, che a 3,7 UA di distanza orbita in quasi 7 anni attorno alla stella.
Nel 2015 però la presenza del secondo pianeta è stata messa in dubbio da uno studio di M. G. Soto et al..

### Prospetto del sistema
| Pianeta | Tipo            | Massa    | Raggio | Periodo orb. | Sem. maggiore | Eccentricità | Scoperta |
| ------- | --------------- | -------- | ------ | ------------ | ------------- | ------------ | -------- |
| b       | Gigante gassoso | >4,04 MJ | —      | 434,9 giorni | 1,12 au       | 0,3          | 2003     |
| c *     | Gigante gassoso | >6,98 MJ | —      | 2500 giorni  | 3,72 au       |              | 2007     |

* non confermato